# Szisza

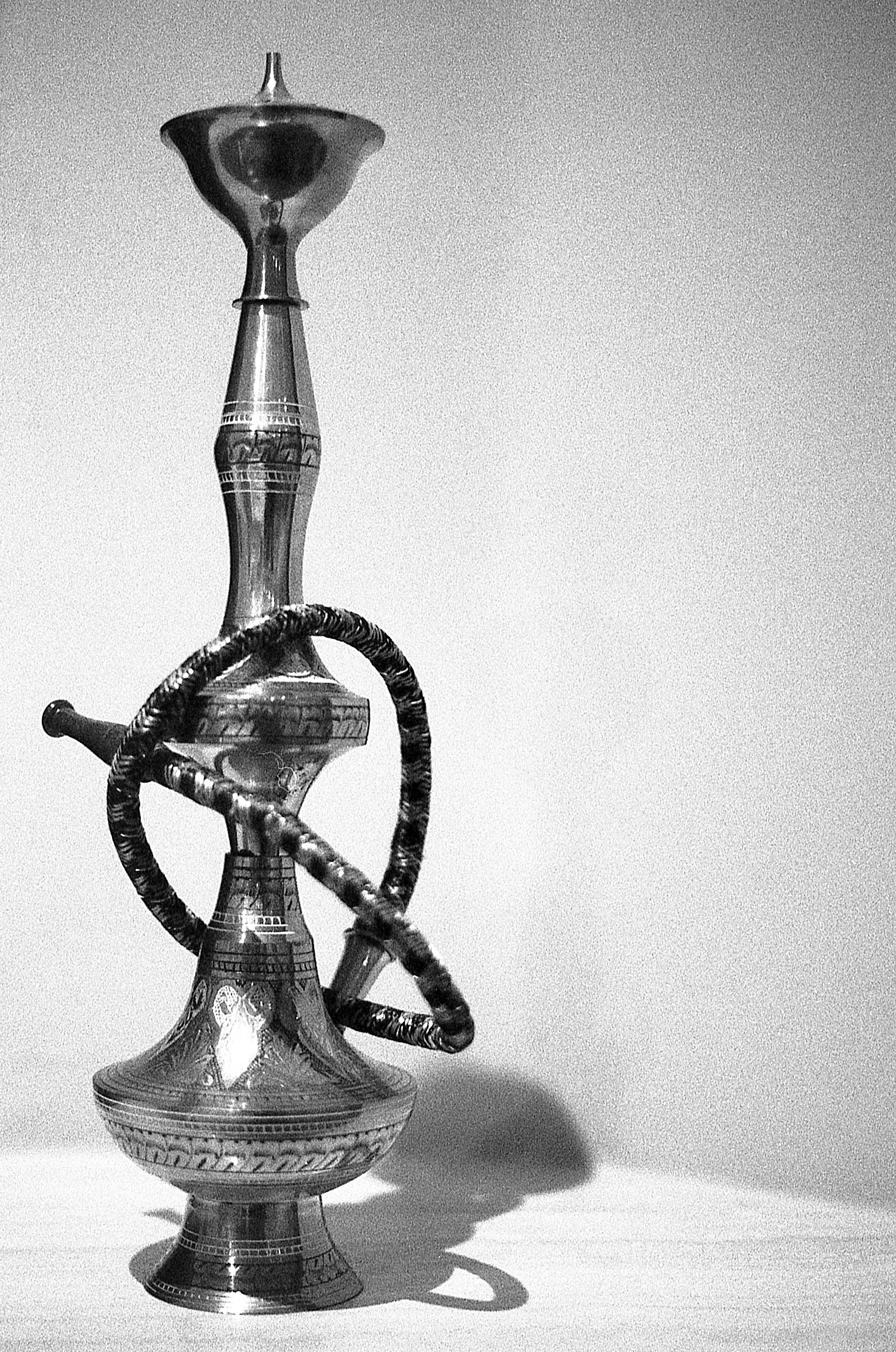
Szisza

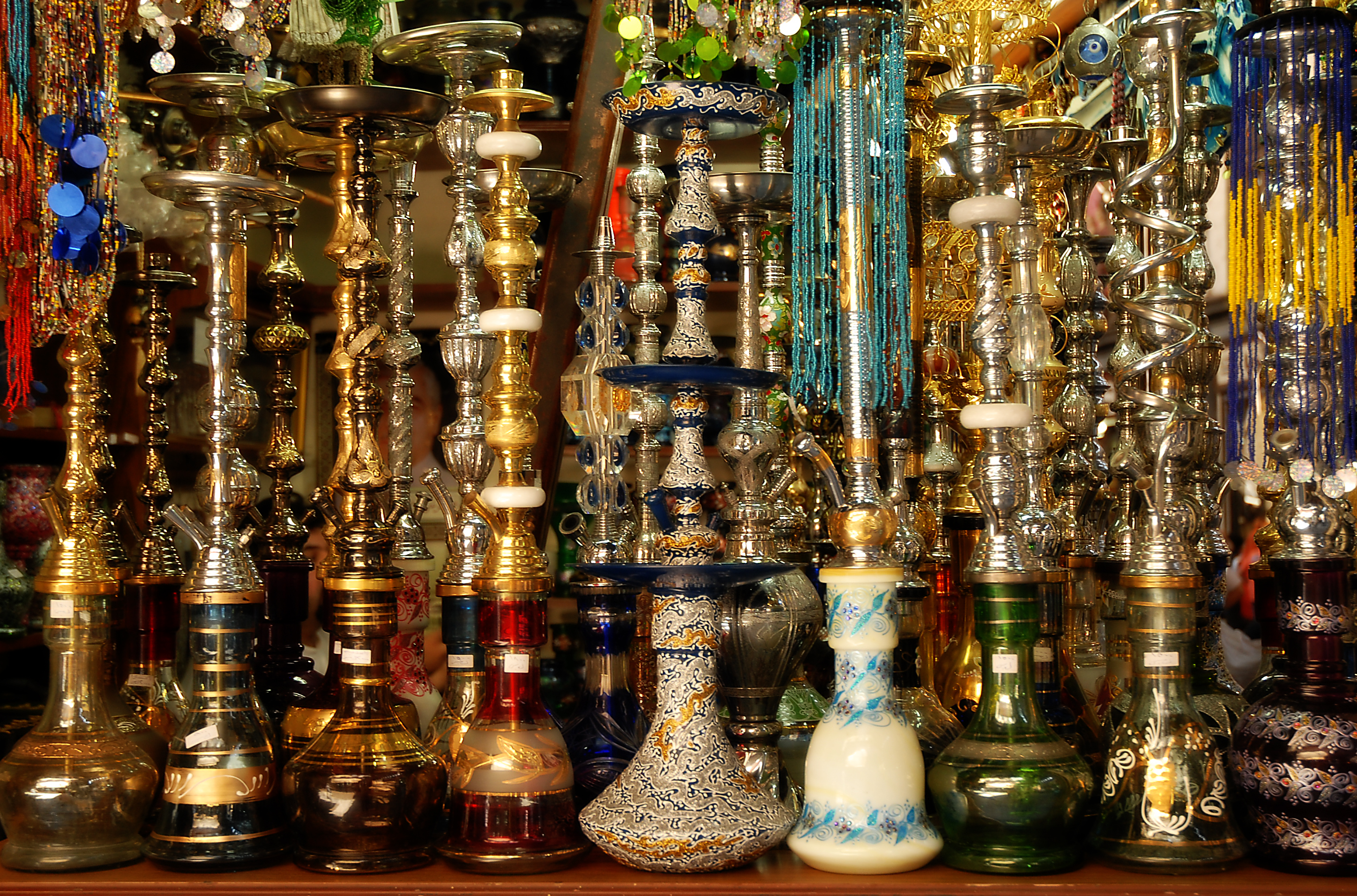
Szisze na bazarze w Damaszku, 2008 r.

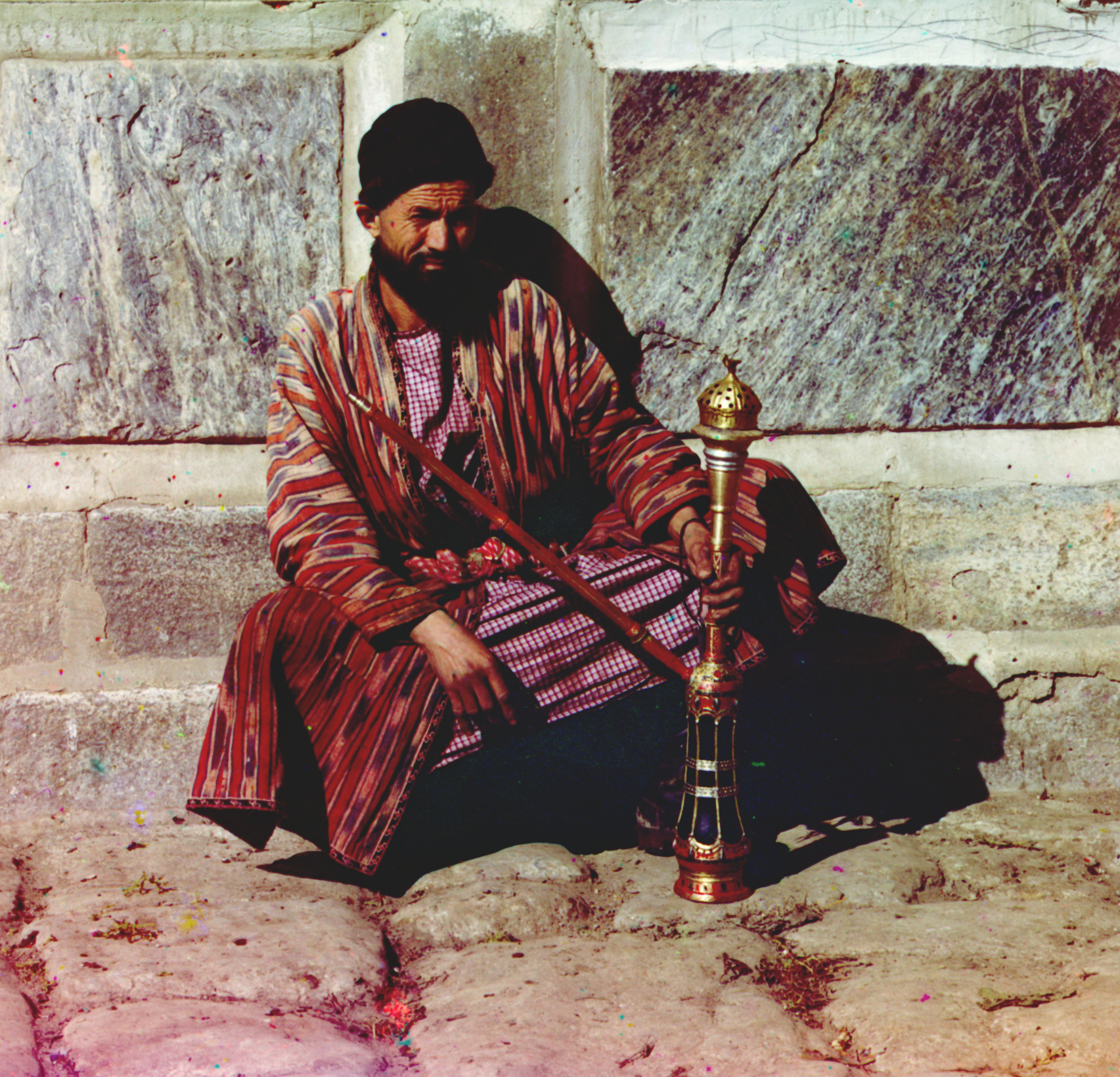
Mieszkaniec rosyjskiej Azji Środkowej z sziszą (pocz. XX st.)

Szisza (arab. ‏شيشة‎) (nazwa egipska), zwana też nargilami (arab. ‏نرجيلة‎) (nazwa pochodząca z Libanu) lub argilą (arab. ‏أرجيلة‎), lub hookah (arab. ‏حقة‎, urdu ‏حقہ‎) – rodzaj fajki wodnej do palenia. Pochodzi z Indii, a zyskała popularność zwłaszcza w krajach arabskich.
Zbudowana jest ona z:
- Dzbana, najczęściej szklanego naczynia (często także miedzianego lub ceramicznego) zdobionego elementami orientalnymi, do którego nalewa się wodę (wodę z lodem, mleko, wódkę i inne ciecze)
- Systemu metalowej rury (często ozdobionej finezyjnymi wzorami) nakładanej na wierzch, pełniącej rolę jednocześnie korka, jak i odpowiadającej za doprowadzanie powietrza i odprowadzanie dymu; zakończonej podstawką lub glinianym nakładanym naczynkiem na melasę lub susz owocowy.
- Węża, elastycznej rurki (wykonywanej pierwotnie ze skóry), także często metalowej powleczonej materiałem lub plastikowej, zdobionej, zakończonej metalowym bądź drewnianym ustnikiem, przez którą zaciąga się dym powstały w szklanym naczyniu.

## Skutki palenia
Palenie sziszy może być bardziej szkodliwe dla zdrowia niż palenie papierosów. Dym wdychany z sziszy zawiera substancje powodujące raka płuc, choroby układu sercowo-naczyniowego i inne choroby. WHO ocenia, że w regionie wschodnim basenu Morza Śródziemnego palenie sziszy odpowiada za około 17% przypadków gruźlicy. Wdychana nikotyna może powodować uzależnienie. Jedno palenie sziszy trwa zazwyczaj ponad 40 minut i składa się z 50–200 zaciągnięć o objętości 0,15–0,5 litra na każde zaciągnięcie. W związku z tym palacze sziszy są narażeni w dłuższym okresie na większą ilość dymu w porównaniu do palaczy papierosów, u których objętość wdychana wynosi 0,5–0,6 litra na papierosa.
Paląc sziszę wciąga się do płuc parę z domieszką dymu tytoniowego. Chociaż filtr wodny chłonie pewną ilość nikotyny z dymu tytoniowego, jej ilość nadal sprawia, że palacz (nawet palący tylko okazjonalnie) jest narażony na wystarczającą ilość nikotyny, która spowoduje uzależnienie. Ponadto para wodna z sziszy powoduje, że dym jest mniej drażniący i może dawać fałszywe poczucie bezpieczeństwa, a także zmniejsza obawy dotyczące oddziaływania na zdrowie. W innych badaniach wykazano, że palenie tytoniu (melasy tytoniowej) za pomocą sziszy przez 45 minut dostarcza wiele więcej substancji smolistych i tlenku węgla (około 5-10%) niż paczka papierosów.
Substancje smoliste powstają, kiedy tytoń się pali. Podczas palenia sziszy, tytoń jest raczej prażony niż palony, co sprawia, że wydzielane są 100-200 razy większe ilości substancji smolistych niż podczas palenia papierosów.
Grupa badawcza WHO zajmująca się regulacją produktów tytoniowych przedstawiła w 2005 roku opiniodawczy raport sziszy. Stwierdzono, że „palenie fajki wodnej jest powiązane z wieloma szkodliwymi skutkami zdrowotnymi takimi jak przy paleniu papierosów jak i mogą pojawić się również inne rzadkie niepożądane skutki zdrowotne palenia sziszy” oraz zarekomendowała, że „fajki wodne powinny podlegać takiej samej regulacji jak papierosy i inne wyroby tytoniowe”.
Pewne badania sugerują, że palenie sziszy ma w mniejszym stopniu wpływ na ryzyko rozwoju nowotworów, jednak takie badania nie są rozstrzygające (Hoffman[25], Rakower, Salem 1983 and 90, Gupta Dheeraj 2001, Tandon 1995, Lubin 1992, Hazelton 2001, Stirling 1979). W północnym regionie Iranu, gdzie zapadalność na raka przełyku jest bardzo wysoka, stwierdzono, że palenie sziszy jest jednym z czynników ryzyka rozwoju tego nowotworu złośliwego.
Szczególnie szkodliwe jest palenie arabskiego tytoniu „sallun”, gdyż zawiera on większą ilość nikotyny niż pojedynczy papieros. Tytoń smakowy (który według producentów zawiera około 0,5% nikotyny) w rzeczywistości może uzależniać szybciej z powodu znajdujących się w nim substancji aromatycznych, które sprawiają, że nikotyna (choć w małych ilościach) oddziałuje na organizm szybciej i mocniej.